# 안양공공예술프로젝트
안양공공예술프로젝트(영어: Anyang Public Art Project)는 경기도 안양시 일대에서 열리는 공공예술 축제이다.

## 개요
안양공공예술프로젝트는 3년마다 열리는 국내 유일 공공예술 축제다. 안양의 지형ㆍ문화ㆍ역사 등에서 작품의 영감을 얻어 도시 곳곳에서 미술, 조각, 건축, 영상, 디자인, 퍼포먼스 등 다양한 공공예술 작품을 선보인다.

## 역사

### 1회 APAP
2005년, 안양예술공원 일대에서 개최되어서 안양예술공원을 공원 이름에 걸맞게 탈바꿈한 프로젝트이다. 총 75점의 작품이 안양예술공원 일대에 전시되었으며, 그 중 대표작품은 이영철 감독의 <전망대>이다. 삼성산에 설치된 이 작품은 안양시를 비롯한 안양예술공원 전체를 조망할 수 있다. 전망대 내부의 빈 공간은 전시를 열거나 공연 무대로도 사용할 수 있으며, 관객들은 전망대에서 무대를 내려다보며 공연을 감상할 수 있다.

### 2회 APAP
2007년, 평촌중앙공원 일대에서 개최되었다. 총 45점의 작품이 평촌중앙공원 일대에 전시되었으며, 그 중 대표작품은 김성원 감독과 프랑크 고트로와 김승덕이 공동기획한 <전유, 재생, 전환>이다. 이 외에도 안양시청과 공원 주변에도 작품들이 설치되었다.

### 3회 APAP
2010년, 안양시 일대에서 개최되었다. 총 22점의 작품이 안양시 전역에 전시되었다. 이번 프로젝트는 대부분 일시적, 일회성 작품이였다. 대표작품은 박경 감독의 <오픈스쿨>이다. 학운공원에 설치된 이 작품은 야외 강당과 전망대 등으로 다목적 공간으로 사용된다.

### 4회 APAP
2013년부터 2014년간, 안양박물관과 김중업건축박물관 일대에서 개최되었다. 총 5점의 작품이 전시되었다. 이번 프로젝트는 지난 APAP가 남겨놓은 작품들을 유지, 보수하고, 기존 작품을 새롭게 프로그래밍하여 작품을 계속해서 살아있게 만드는 프로젝트였다. 대표작품은 백지숙 감독의 <사라져가는 문자들의 정원>이다.

### 5회 APAP
2016년, 안양시 일대에서 개최되었다. 총 25점의 작품이 안양시 전역에 전시되었다. 이번 프로젝트는 시민 참여를 확대하여, 예술의 공공성을 극대화하였다. 대표작품은 주은지 감독의 <사색의 방>이다. 안양파빌리온에 전시된 이 작품은 퍼블릭 이벤트 형식으로, 내부에서 잠시 명상이나 잠을 청할 수 있는 공간이 마련되어 있다.

### 6회 APAP
2019년, 안양시 일대에서 개최되었다. 총 42점의 작품이 안양시 전역에 전시되었다. 공생도시라는 주제로 작품이 만들어졌다. 대표작품은 김윤섭 감독의 <안양 2019>이다. 이 작품은 한쪽에 문을 만들어 드나들 수 있거나, 안쪽에서 바깥의 주변 풍경을 감상할 수 있는 휴게 및 놀이공간 역할도 할 수 있다.

## 작품
- 1회 APAP - APAP1 작품목록 보관됨 2020-01-14 - 웨이백 머신
- 2회 APAP - APAP2 작품목록 보관됨 2020-01-14 - 웨이백 머신
- 3회 APAP - APAP3 작품목록 보관됨 2020-01-14 - 웨이백 머신
- 4회 APAP - APAP4 작품목록 보관됨 2020-01-14 - 웨이백 머신
- 5회 APAP - APAP5 작품목록 보관됨 2020-01-14 - 웨이백 머신
- 6회 APAP - APAP6 작품목록 보관됨 2020-02-10 - 웨이백 머신

## 같이 보기
- 안양예술공원
- 평촌중앙공원
- 안양파빌리온